# Alfarería en la provincia de Cádiz

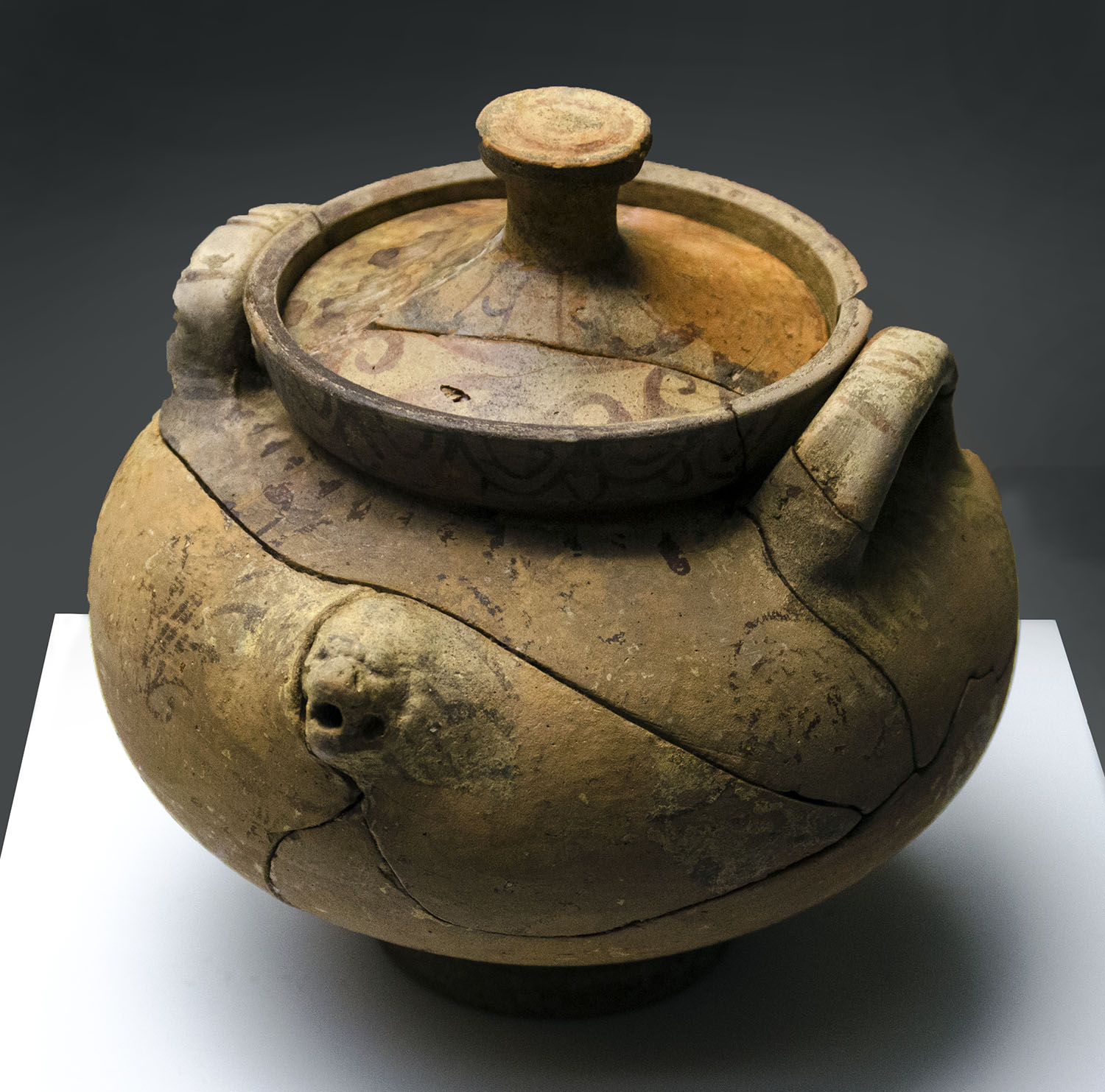
Olla con dos asas y pico vertedero en forma de cabeza de león. Está datado en el y procede de excavaciones en el Chalet Comes, Cádiz, de 1999.

La alfarería en la provincia de Cádiz (España), además del legado arqueológico conservado en varios museos provinciales, de la autonomía Andaluza y nacionales, tuvo sus focos alfareros más importantes en Conil, Algeciras y Jimena de la Frontera.

## Precedentes arqueológicos
En el campo específico del proceso alfarero, destaca en esta provincia el hallazgo en 1987 del alfar tardo-púnico de Torre Alta, patrimonio histórico de Andalucía de importancia arqueológica en la localidad de San Fernando. Se trata de un amplio conjunto de talleres con cuatro hornos, datados entre los siglos VI al I a. C., dedicados a la fabricación de ánforas y otros recipientes para el transporte de conservas de pescado, además de muy diversos objetos de uso cotidiano, en el catálogo de cerámicas protocampanienses.

## Focos alfareros
Las guías de alfarería popular y los catálogos de museos nacionales de materiales cerámicos, anotan y conservan piezas de la producción de cacharrería para el agua en Conil, donde trabajaron alfareros de origen lebrijano; y similar cantarería y botijería (los populares pipos) además de macetas y alcancías, en Jimena de la Frontera.
Un último foco documentado por Vossen y Seseña, es Algeciras y los anexos municipales de La Línea y San Fernando, cuya riqueza arqueológica queda representada en instituciones como el Museo Municipal de Algeciras, el Museo Municipal de El Puerto de Santa María y el Museo de Cádiz.